# Little Nightmares
Little Nightmares (укр. Маленькі жахіття) — відеогра в жанрі платформера з елементами квесту і жахів, розроблена шведською компанією Tarsier Studios і видана Bandai Namco Entertainment для Microsoft Windows, Nintendo Switch, PlayStation 4, Xbox One та Stadia.
Головна героїня — дівчинка Шоста (з англ. Six — «шість»), що опинилася в глибинах величезного корабля, де для гостей готують страви з дітей. Шоста повинна вибратися на волю, уникнувши небезпек на шляху.
Гра отримала позитивні відгуки після виходу, критики високо оцінювали її атмосферу, графіку та звук, а серед недоліків вказували систему точок збережень, коротку тривалість і неоригінальні головоломки. Приквел гри «Little Nightmares II» вийшов у лютому 2021 року.

## Ігровий процес
Гра являє собою 2,5D-платформер: у ній тривимірна графіка, але камера огляду обмежена виглядом збоку; Шоста та інші персонажі можуть рухатися в порівняно вузькій зоні, паралельній до екрана.
Набір дій, який здатна виконувати Шоста, включає: ходити, бігти, йти навприсядки, лазити по деяких вертикальних поверхнях, стрибати, хапати, тягнути і кидати предмети. Коли вона несе якийсь предмет, то не може бігати, стрибати й лазити. Деякі дії контекстні, наприклад дія «використати предмет» на їжі дозволяє з'їсти її, а на карликах номах — обійняти їх. Крім того Шоста володіє запальничкою, якою здатна освітлювати темні місця. Збереження прогресу відбувається біля ламп або свічок, які потрібно запалити.
Час від часу шлях блокується головоломками, які потрібно розгадати, щоб продовжити. Наприклад, підсунути предмет, щоб вилізти по ньому вище, чи висунути шухляди, щоб дістатися до рубильника, котрий вимикає світло.
Шоста переважно беззахисна проти ворогів і мусить тікати від них чи ховатися. Її можуть убити п'явки чи схопити потворні дорослі. Крім того Шоста може загинути, впавши з великої висоти, від удару електричним струмом або згоріти від світла механічних очей. Місцями трапляється чорний слиз, по якому Шоста здатна ходити, але не здатна бігати.

## Сюжет

### Дія
Маленька дівчинка на ім'я Шоста опиняється в Череві — загадковій підводній споруді величезних розмірів, що з'являється щороку в один і той же час в різних місцях. Споруда наповнена гротескними істотами, схожими на потворних людей, а також різними пастками в своїх глибинах. Гра починається з того, що Шоста прокидається на найнижчому рівні Черева. Щоб покинути корабель, їй потрібно дістатися до його верхніх палуб з гостями. Все, що для цього у неї є, це жовтий дощовик і запальничка, яка висвітлює шлях через зовсім темні куточки корабля.
По всьому Череву вона зустрічає кількох номів: маленьких хитрих істот, які або тікають від неї, або пасивно спостерігають за її зусиллями. У неї є можливість обійняти номів, якщо вона наблизиться до них. У в'язниці, де утримують полонених дітей, Шоста ухиляється від хижих п'явок та штучних очей, які можуть перетворити її на камінь, якщо вона потрапить у їхнє світло. Шоста також регулярно відчуває виснажливі напади голоду; щоразу, коли вона їсть, з'являється її тіньова, примарна версія. Після того, як вона з'їла трохи хліба, запропонованого ув'язненою дитиною, Шоста потрапляє у полон до сліпого довгорукого Двірника, коли він заманює її до клітки шматком м'яса. Вона тікає, але не робить жодних зусиль, щоб допомогти іншим захопленим дітям. Вона потрапляє в кімнату, наповнену купами взуття, і ухиляється від невидимого монстра. Врешті-решт Двірник оточує Шосту, і вона відрубає йому руки, розбиваючи двері.
Відчуваючи черговий напад голоду, Шоста змушена з'їсти живого щура. Вона йде на кухню, куди відправляють дітей, загорнутих у папір. Тут гротескні шеф-кухарі готують велике свято і переслідують Шосту, коли вони її помічають. Вона пробирається до холу Черева, вже над рівнем океанських хвиль. Дівчинка бачить як гості заходять на судно з іншого корабля. Гості вирушають у гостьову зону в японському стилі, де їдять. За бенкетом стежить таємнича Леді зі сну Шостої, власниця судна. Кілька гостей намагаються схопити її, але вона тікає від їх. Коли у неї знову напад голоду, ном пропонує їй ковбасу. Однак натомість Шоста їсть самого нома.
Шоста слідує за дамою до її апартаментів, всіяних розбитими дзеркалами. Дівчинка знаходить ціле дзеркало, до якого Леді не може наблизитися, коли вона намагається напасти з тіні. Вигляд її власного відображення завдає Дамі болю і врешті-решт долає її. Оскільки Леді лежить беззахисною і ослабленою і Шоста відчуває остаточну атаку голоду, вона кусає даму за шию, вбиваючи її і поглинаючи її магічні сили. Шоста повертається назад через гостьову зону. Деякі гості намагаються з'їсти її, але Шоста поглинає їхні життєві сили. Вона проходить через двері, піднімається по сходах і виходить на сонячне світло, тоді як усі номи, яких вона обійняла, збираються біля відкритих дверей.
У сцені після титрів Шоста чекає біля входу в Череві, щоб хтось її врятував, в той час як вдалині чується звук наближення корабля.

### Трактування сюжету
У грі не пояснюється, ким є головна героїня Шоста і як вона опинилася в Череві. Tarsier Studios заявляли, що вони хочуть, аби інтерпретація гри залишалася якомога відкритішою.
Шоста помітно менша за інших людей у Череві. Вона одягнена в жовтий дощовик і приховує обличчя під його капішоном. В коміксовій передісторії невідомий чоловік викрав її та доставив до Черева. Він же дав їй дощовик. Шоста не промовляє жодного слова та в цілому байдужа до долі інших дітей у Череві. При цьому дівчинка спритна та винахідлива.
У грі також не розкривається значення імені Шостої. Серед найпопулярніших теорій походження імені — те, що дівчинці судилося стати шостою господинею Черева; а також те, що Черево може відсилати до гріха ненажерливості, яке є шостим у списку смертних гріхів і сюжет всієї гри може бути присвячений цьому гріху.
Леді, можливо, бажає лишитися єдиною прекрасною людиною, тому вбачає у дітях загрозу. Швидше за все, її зовнішність оманлива і Леді така ж потворна, як і інші дорослі, тому ховає обличчя за маскою та ненавидить своє відображення. Чи, може бути, Леді так одержима своїм марнославством, що ніколи не буде задоволена своїм виглядом. Або їй соромно бачити своє обличчя, бо молодість вона отримала, вбивши попередниць. Це алегорія циклу сімейного насильства батьків над дітьми. Втім, Шоста розриває його, відмовляючись залишитися в Череві. В грі можна побачити повішеного чоловіка, в якому деякі гравці вбачають батька Шостої, чиє самогубство зумовило жорстокість Леді. Номи в такому разі символізують байдужих братів/сестер.
Розробники заперечили версії, що Шоста — це дочка Леді. «Можливо, це те, чого ми очікуємо від драми… але реальність полягає в тому, що цих двох персонажів об'єднали сили поза їхнім контролем». Леді їсть дітей, щоб лишатися молодою, а Шоста вічно голодна. Вони не тільки не родички, а й можливо належать до двох різних видів.

### Сюжет DLC
Три DLC (додатковий завантажуваний уміст) пропонують «інший погляд на пригоди Шостої». Перше доповнення вийшло у липні 2017 року, друге — у листопаді 2017 року, а останнє — у лютому 2018 року. Протагоністом у них виступає хлопчик, пригоди якого відбуваються паралельно до подорожі Шостої.
The Depths (Глибини). Хлопчик, названий Хлопчик-утікач, прокидається від кошмару, в якому він плаває в темряві, перш ніж його затягують під воду. Втікши з дитячої кімнати, він слідує за дівчинкою, яка також тікає, але згодом зникає. Вона залишає ліхтарик, який Хлопчик-утікач забирає собі.
Потім хлопчик потрапляє в затоплені трюми. Він уникає п'явок і пробирається далі, стрибаючи по плавучих платформах. Під водою плаває Бабуся і намагається схопити втікача, руйнуючи платформи, чи коли хлопчик довго перебуває у воді. Хлопчик скидає в воду ввімкнений телевізор, щоб убити Бабусю електричним струмом, і вибирається з трюмів, але потім його схоплює Двірник.
Фінальна сцена показує Хлопчика-втікача в клітці поруч з іншими ув'язненими дітьми, включаючи Шосту (тобто, фінал доповнення відбувається приблизно в середині основної гри).
The Hideaway (Схованка). Загорненого в папір, Хлопчика-втікача доставляють на кухню. Хлопчик-утікач виривається та потрапляє в машинне відділення Черева, де номи кидають вугілля в топку. Уникнувши Двірника, втікач використовує номів, щоб запалити топку. Починає працювати ковшовий підіймач, у якому хлопчик потрапляє до котельні, де працює ще більше номів. Їхні тіні нагадують дітей. Вийшовши звідти, Хлопчик-утікач опиняється на вершині ліфта, який піднімається вгору, де перебуває Леді.
The Residence (Хороми). Хлопчик-утікач потрапляє в хороми Леді. Розв'язавши серію головоломок, щоб знайти три загублені статуї під час боротьби з Тіньовими Дітьми, він бачить Леді, яка дивиться на себе в дзеркало. Її обличчя без маски у відображенні виявляється жахливим і спотвореним. Леді викриває присутність Хлопчика-втікача та перетворює його на нома.
Втікач потрапляє в гостьову зону та комору, де побувала Шоста. Зрештою він виявляється тим самим номом, який пропонує Шостій ковбасу, але дівчинка з'їдає його самого. Під час титрів з'ясовується, що це була трансляція на телебаченні, і на екрані виникає висока худорлява постать.

## Розробка
Творці гри з Tarsier Studios хотіли створити гру, що виглядала б як розповідь дітей: з різними перекрученнями та перебільшеннями. В ній використано знайомі з дитинства образи, і зображено так, щоб вони виглядали загрозливо. Шосту свідомо розробляли героїнею, що повинна ховатися і вигляд якої одразу сигналізує, що вона чужа в Череві. Гра розраховувалася на 4-6 годин проходження, але наповнена деталями, що припускають різні трактування.
Робочою назвою гри була Hunger (укр. Голод), оскільки вона добре поєднується з темами їжі, жадібності та споживання. Проте її було змінено, щоб уникнути плутанини з фільмами «Голодні ігри» (через схожість пошукових запитів «Гра „Голод“» і «Голодні ігри»).
Естетика гри значною мірою натхненна аніме «Віднесені привидами» (2001). Вигляд Черева повторює деякі сцени: сходи, котельні, їдальні, машинні зали, пристань. Гра так само обігрує розміри персонажів, Шоста виглядає набагато меншою, ніж більшість людей у Череві, та при цьому зустрічає дітей свого розміру. Використання надзвичайно високих і вузьких комодів розтягує середовище, роблячи маленьких персонажів ще меншими. Використання маленьких дверей і решіток, призначених саме для героїні, також було у «Віднесених привидами». Тема голоду присутня і в аніме, де для духа Безликого готувалися величезні порції їжі, щоби він дав взамін золото.

## Супутня продукція

### Мобільний додаток
Гра на мобільні пристрої під назвою Very Little Nightmares була анонсована у квітні 2019 року та випущена у травні 2019 року на iOS. Гра виступає як приквел до Little Nightmares та Little Nightmares 2.

### Комікси
За мотивами гри Titan Comics випустив серію коміксів з одноіменною назвою у чотирьох випусках, сценарист якої Джон Шеклфорд, а художник — Аарон Алексович. Вихід першої частини відбувся 28 квітня одночасно з релізом гри.

## Сприйняття
| Агрегатор  | Оцінка                                         |
| ---------- | ---------------------------------------------- |
| Metacritic | PC: 81/100 PS4: 78/100 XONE: 83/100 NS: 79/100 |

| Видання        | Оцінка |
| -------------- | ------ |
| Destructoid    | 8.5/10 |
| Game Informer  | 9/10   |
| GameRevolution | [ 27 ] |
| GameSpot       | 8/10   |
| GamesRadar+    | [ 29 ] |
| IGN            | 8.8/10 |
| PC Gamer (США) | 78/100 |
| Polygon        | 8.5/10 |
| VideoGamer.com | 9/10   |

Little Nightmares отримала «загалом позитивні» відгуки, згідно з агрегатором Metacritic.
На думку Корі Арнольда з Destructoid, Little Nightmares недостатньо кваплива, особливо на початку, та вона зацікавлює моторошним світом і простим ігровим процесом. Звуковий дизайн створює доречну атмосферу, зосереджуючись на контрасті тиші з кроками, скрипом підлоги, диханням і падінням предметів.
Джефф Корк у Game Informer писав про Little Nightmares — «це не гра жахів у традиційному розумінні, але вона наповнена жахливими образами… Навіть без відвертого насильства чи крові це викликає глибоке занепокоєння». Її фінал напевне більше розчаровує, бо не дає пояснень попереднім подіям. При цьому різні символи вказують на більшу таємницю, що сприяє обговоренню гри.
Метт Еспінелі в Game Spot зазначив, що гра світла й тіні, присутність дружніх персонажів і корисних предметів створює відчуття, що в моторошному світі Little Nightmares є надія. Хоча прості головоломки добре заповнюють час між епізодами з утечами та хованками, вони невиразні. Натомість місця, де потрібно тікати чи ховатися завжди виглядають так, ніби шанси проти Шостої і зазвичай потрібно зробити кілька спроб. Непослідовне розміщення точок збереження в цьому разі перешкоджає задоволенню від гри.
Як писав Джо Скребелс для IGN, анімація, звук, презентація та головоломки взаємно доповнюють одне на одне. Локації нагадують діорами та передбачають несподівані шляхи, як-от використання висувних ящиків наче сходів. Хитка камера огляду створює враження «ніби це не ідеальний об'єктив, а якесь плаваюче, мерехтливе око, що спостерігає за перебігом подій, але не може нічого з цим зробити». При тому ж побудова локацій така, що в них можна випадково загинути просто через необережність, а рішення головоломок часто доводиться знаходити методом спроб і помилок.